# Holotrichia negrosiana
Holotrichia negrosiana är en skalbaggsart som beskrevs av Chapin 1931. Holotrichia negrosiana ingår i släktet Holotrichia och familjen Melolonthidae. Inga underarter finns listade i Catalogue of Life.